# Vuelta a España 1981
La Vuelta a España 1981, trentaseiesima edizione della corsa, si è svolta in diciannove tappe, ottava e quindicesima suddivise in due semitappe, precedute da un cronoprologo iniziale, dal 21 aprile al 10 maggio 1981, per un percorso totale di 3446 km. La vittoria fu appannaggio dell'italiano Giovanni Battaglin, che completò il percorso in 98h04'49", precedendo gli spagnoli Pedro Muñoz e Vicente Belda.

## Tappe
| Tappa  | Data      | Percorso                                    | km   | Vincitore di tappa      | Leader cl. generale |
| ------ | --------- | ------------------------------------------- | ---- | ----------------------- | ------------------- |
| Prol.  | 21 aprile | Santander > Santander (cron. individuale)   | 6,3  | Régis Clère             | Régis Clère         |
| 1ª     | 22 aprile | Santander > Avilés                          | 221  | Guido Bontempi          | Régis Clère         |
| 2ª     | 23 aprile | Avilés > León                               | 159  | Alfredo Chinetti        | Régis Clère         |
| 3ª     | 24 aprile | León > Salamanca                            | 195  | Guido Bontempi          | Régis Clère         |
| 4ª     | 25 aprile | Salamanca > Cáceres                         | 206  | Celestino Prieto        | Régis Clère         |
| 5ª     | 26 aprile | Cáceres > Mérida                            | 152  | Heddie Nieuwdorp        | Régis Clère         |
| 6ª     | 27 aprile | Mérida > Siviglia                           | 199  | Jos Lammertink          | Régis Clère         |
| 7ª     | 28 aprile | Écija > Jaén                                | 181  | Juan Fernández Martín   | Régis Clère         |
| 8ª-1ª  | 29 aprile | Jaén > Granada                              | 100  | José María Yurrebaso    | Régis Clère         |
| 8ª-2ª  | 29 aprile | Granada > Sierra Nevada (cron. individuale) | 30,5 | Giovanni Battaglin      | Giovanni Battaglin  |
| 9ª     | 30 aprile | Baza > Murcia                               | 204  | Imanol Murga            | Giovanni Battaglin  |
| 10ª    | 1º maggio | Murcia > Almussafes                         | 223  | Kim Andersen            | Giovanni Battaglin  |
| 11ª    | 2 maggio  | Almussafes > Peñíscola                      | 193  | Jesús Suárez Cueva      | Giovanni Battaglin  |
| 12ª    | 3 maggio  | Peñíscola > Esparreguera                    | 217  | Frédéric Vichot         | Giovanni Battaglin  |
| 13ª    | 4 maggio  | Esparreguera > Rasos de Peguera             | 187  | Vicente Belda           | Giovanni Battaglin  |
| 14ª    | 5 maggio  | Gironella > Balaguer                        | 197  | José Luis López Cerrón  | Giovanni Battaglin  |
| 15ª-1ª | 6 maggio  | Balaguer > Alfajarín                        | 146  | Pedro Muñoz             | Giovanni Battaglin  |
| 15ª-2ª | 6 maggio  | Saragozza > Saragozza (cron. individuale)   | 11,3 | Régis Clère             | Giovanni Battaglin  |
| 16ª    | 7 maggio  | Calatayud > Torrejón de Ardoz               | 209  | Álvaro Pino             | Giovanni Battaglin  |
| 17ª    | 8 maggio  | Torrejón de Ardoz > Segovia                 | 150  | Miguel María Lasa       | Giovanni Battaglin  |
| 18ª    | 9 maggio  | Segovia > Los Ángeles de San Rafael         | 175  | Ángel Arroyo            | Giovanni Battaglin  |
| 19ª    | 10 maggio | Madrid > Madrid                             | 84   | Francisco Javier Cedena | Giovanni Battaglin  |
| Totale | Totale    | Totale                                      | 3446 |                         |                     |

## Classifiche finali

### Classifica generale
| Pos. | Corridore          | Squadra        | Tempo     |
| ---- | ------------------ | -------------- | --------- |
| 1    | Giovanni Battaglin | Inoxpran       | 98h04'49" |
| 2    | Pedro Muñoz        | Zor-Helios     | a 2'09"   |
| 3    | Vicente Belda      | Kelme-Gios     | a 2'29"   |
| 4    | Jørgen Marcussen   | Inoxpran       | a 3'33"   |
| 5    | Antonio Coll       | Colchón CR     | a 4'26"   |
| 6    | Ángel Arroyo       | Zor-Helios     | a 4'30"   |
| 7    | José Luis Laguía   | Reynolds-Galli | a 6'05"   |
| 8    | Faustino Rupérez   | Zor-Helios     | a 7'09"   |
| 9    | Régis Clère        | Miko-Mercier   | a 7'23"   |
| 10   | Miguel María Lasa  | Zor-Helios     | a 10'54"  |

### Classifica a punti
| Pos. | Corridore               | Squadra | Punti |
| ---- | ----------------------- | ------- | ----- |
| 1    | Francisco Javier Cedena | Colchón | 211   |
| 2    | Jesús Suárez Cueva      | Kelme   | 137   |
| 3    | Miguel María Lasa       | Zor     | 134   |

### Classifica scalatori
| Pos. | Corridore              | Squadra  | Punti |
| ---- | ---------------------- | -------- | ----- |
| 1    | José Luis Laguía       | Reynolds | 144   |
| 2    | Vicente Belda          | Kelme    | 98    |
| 3    | José Luis López Cerrón | Zor      | 69    |
| 4    | Giovanni Battaglin     | Inoxpran | 60    |
| 5    | Pedro Muñoz            | Zor      | 57    |

### Classifica sprint
| Pos. | Corridore          | Squadra    | Punti |
| ---- | ------------------ | ---------- | ----- |
| 1    | Hugues Grondin     | Manzaneque | 21    |
| 2    | Miguel Acha        | Reynolds   | 12    |
| 3    | Jesús Suárez Cueva | Kelme      | 10    |